# W. Kendrick Pritchett
William Kendrick Pritchett (* 14. April 1909 in Atlanta; † 29. Mai 2007 in Berkeley) war ein US-amerikanischer Klassischer Philologe, Epigraphiker und Althistoriker.

## Leben
Pritchett erwarb den Bachelor am Davidson College 1929 und im Folgejahr den Master an der Duke University. Anschließend wechselte er an die Johns Hopkins University. Von 1936 bis 1942 arbeitete er als Forschungsassistent bei dem griechischen Epigraphiker Benjamin Dean Meritt am Institute for Advanced Study in Princeton. 1942 wurde er an der Johns Hopkins University zum Ph.D. promoviert.
1942 bis 1945 diente er während des Zweiten Weltkriegs im United States Army Air Corps und war im Südpazifik sowie in Deutschland stationiert. Unter anderem sammelte er dort Material zu den deutschen Kriegsverbrechen für die Nürnberger Prozesse. Anschließend kehrte er zunächst nach Princeton zurück und erhielt wenig später eine Stelle als Dozent am Muhlenberg College. 1948 wurde Pritchett Associate Professor für griechische Philologie an der University of California, Berkeley. Dort wurde er 1954 zum Full Professor ernannt und behielt diese Position bis zu seiner Emeritierung 1976. 1966 bis 1970 leitete er die Abteilung für Klassische Philologie an der Universität in Berkeley. Auch in den Jahrzehnten nach 1976 blieb er weiterhin rege wissenschaftlich tätig.
Zweimal war Pritchett Gastprofessor (Annual Professor) an der American School of Classical Studies at Athens und von 1960 bis 1976 Mitglied von deren Managing Committee. 1951 und 1955 erhielt er ein Guggenheim-Stipendium; 1951/1952 hatte er ein Forschungsstipendium des Fulbright-Programm inne.
Ab 1942 war Pritchett mit Elizabeth Dow († 2000), der Schwester des Archäologen und Epigraphikers Sterling Dow, verheiratet, mit der er eine Tochter hatte.

## Auszeichnungen und Ehrungen
1974 wurde Kendrick Pritchett als korrespondierendes Mitglied in die British Academy gewählt. Darüber hinaus war er korrespondierendes Mitglied des Deutschen Archäologischen Instituts und Ehrenmitglied der Royal Irish Academy. 1976 erhielt er für den zweiten Band seines Werkes „The Greek State at War“ den Charles J. Goodwin Award of Merit der American Philological Association. Nach seiner Emeritierung wurde er für seine Forschungs- und Verwaltungsleistungen mit der Auszeichnung „Berkeley Citation“ geehrt.
Das Davidson College, an dem Pritchett studiert hatte, ernannte ihn 1987 zum Ehrendoktor und stiftete einen nach ihm benannten Preis für Studenten, ebenso wie die Duke University. Auch an seiner langjährigen Wirkungsstätte, der University of California in Berkeley, wurde ein ähnlicher, ebenfalls nach ihm benannter Preis gestiftet, mit dem jährlich ein Student für herausragende Leistungen im Studium des Altgriechischen ausgezeichnet wird. Darüber hinaus wurden in Berkeley ein Stipendium für Graduierte und eine jährliche öffentliche Vorlesung seitens eines renommierten Gastdozenten nach ihm benannt.

## Forschungen
Pritchetts Forschungen erstreckten sich auf weite Bereiche der griechischen Philologie (Gräzistik) und Geschichte. Als Philologe forschte er sowohl zu sprachwissenschaftlichen Themen wie der Grammatik und Syntax der altgriechischen Sprache als auch zu einer großen Bandbreite an literaturwissenschaftlichen Themen, besonders der antiken Geschichtsschreibung. Im historischen Bereich legte er zunächst mehrere Studien zu Kalendersystemen und chronologischen Fragen der griechischen Geschichte vor (1940 und 1947); später publizierte er diverse grundlegende Monographien zur altgriechischen Topographie (8 Bände, 1965–1992) und Militärgeschichte (5 Bände, 1971–1991).
Weitere Studien Pritchetts befassten sich mit Fragen der politischen und Religionsgeschichte des antiken Griechenland sowie besonders mit der Epigraphik. Unter anderem publizierte er einige Inschriften, die bei Ausgrabungen der American School of Classical Studies at Athens auf der Agora von Athen gefunden wurden. Dabei verfolgte er innovative Ansätze wie die Einbeziehung geologischer Forschungsergebnisse in epigraphische Fragestellungen. Als erster Epigraphiker nutzte er zum Anfertigen von Abklatschen Flüssiglatex statt der traditionellen Methode mit angefeuchtem Papier, die bis heute vorherrscht. In der Untersuchung von Inschriften wie auch bei seinen sonstigen topographischen und historischen Studien konnte er auf eine genaue Kenntnis Griechenlands zurückgreifen, die er sich bei diversen Reisen erworben hatte.
Pritchett war Mitbegründer der Fachzeitschrift California Studies in Classical Antiquity, aus der später die Fachzeitschrift Classical Antiquity hervorgegangen ist.

## Schriften (Auswahl)
- mit Benjamin D. Meritt: The Chronology of Hellenistic Athens. Harvard University Press, Cambridge (Massachusetts) 1940.
- The Five Attic Tribes after Kleisthenes. Dissertation, Baltimore 1943.
- mit Otto Neugebauer: The Calendars of Athens. Harvard University Press, Cambridge (Massachusetts) 1947.
- Studies in Ancient Greek Topography. 8 Bände, University of California Press, Berkeley u. a. 1965–1992 (Band 7 erschien bei J. C. Gieben, Amsterdam).
- The Greek State at War. 5 Bände, University of California Press, Berkeley u. a. 1971–1991.
- The liar school of Herodotos. J. C. Gieben, Amsterdam 1993, ISBN 90-5063-088-X.
- Essays In Greek History. J. C. Gieben, Amsterdam 1994, ISBN 90-5063-316-1.
- Thucydides’ Pentekontaetia and Other Essays (= Archaia Hellas. Band 1). J. C. Gieben, Amsterdam 1995, ISBN 90-5063-487-7.
- Greek Archives, Cults, and Topography (= Archaia Hellas. Band 2). J. C. Gieben, Amsterdam 1996, ISBN 90-5063-147-9.
- Pausanias Periegetes (= Archaia Hellas. Band 6). J. C. Gieben, Amsterdam 1998, ISBN 90-5063-518-0.
- Athenian Calendars and Ekklesias (= Archaia Hellas. Band 8). J. C. Gieben, Amsterdam 2001, ISBN 90-5063-258-0.
- Ancient Greek Battle Speeches and a Palfrey (= Archaia Hellas. Band 9). J. C. Gieben, Amsterdam 2002, ISBN 90-5063-298-X.